# 유효수요
유효수요(有效需要)는 경제학에서 다양한 시장 내의 구매자들이 제한되었을 때의 구매력이 뒷받침이 되는 수요를 뜻한다. 즉 물품을 살 만한 돈이 있어 물품을 입수하려고 하는 욕구이다. 경제 중에서 특히 거시경제학을 중시하는 것은 개인적인 유효수요가 아닌 사회 전체의 유효수요를 말한다. 케인스는 그 이론을 다음과 같이 전개했다.
총수요함수는 일정한 고용량과, 그 고용으로 생산하고 판매하여 얻어진다고 예상되는 매상 금액(총수요가격)과의 함수관계를 말한다. 총공급함수는 고용량과 고용으로써 어찌해서라도 취득하지 않으면 맞지 않는 매상금액과의 함수관계를 말한다. 그래서 고용량이 결정되는 것을 총수요함수와 총공급함수의 균등한 점에 있고, 이 점의 총수요가격의 값을 유효수요라고 이름 붙였다. 케인스의 유효수요의 원리는 고용이론의 기본이 되는 것으로, 요약하면 다음과 같다.
1. 총고용량을 결정하는 것은 총유효수요이다. 또, 유효수요의 부족이 실업을 초래하는 것이다.
2. 고용이 증대하면 소득도 증대하고, 소득이 늘면 소비도 늘지만 소비의 증가율은 소득의 증가율보다도 작다. 이 두 가지 점에서, 정책으로서 완전고용 달성의 방책을 다음과 같이 말할 수 있게 된다. 즉 고용의 증가를 유지하기에 충분한 수요를 가지기 위해서는 소득과 그 소득에서 지출되는 소비와의 차액을 메울 만큼의 신투자가 정부에 의하여 이루어지지 않으면 안 된다.

유효 수요는 모든 시장에서 구매자가 제한되지 않는 수요인 '관념적 수요'와 대조된다.

## 같이 보기
- 총수요
- 수요와 공급